# Métabief
Métabief är en kommun i departementet Doubs i regionen Bourgogne-Franche-Comté i östra Frankrike. Kommunen ligger i kantonen Mouthe som tillhör arrondissementet Pontarlier. År 2022 hade Métabief 1 395 invånare.

## Befolkningsutveckling
Antalet invånare i kommunen Métabief
Referens:INSEE